# Göbekli Tepe
Göbekli Tepe (turski za "trbušasto brdo") je arheološki lokalitet mezolitičkog svetišta na brdu u jugoistočnoj Anatoliji, u današnjoj Turskoj, oko 15 km sjeveroistočno od grada Şanlıurfa (bivši Urfa) i 95 km od rijeke Eufrat. Najpoznatiji je kao najstariji poznati primjer monumentalne arhitekture, nastao oko 9600. pr. Kr. – 8200. pr. Kr. (sedam tisućljeća prije Keopsove piramide u Gizi), koja je ujedno i najstarija vjerska građevina na svijetu. Najvjerojatnije su ga podigli lovci-sakupljači kao prvo trajno svetište na svijetu, a zajedno s obližnjim, nešto mlađim, svetištem Nevalı Çori trajno je promijenio razumijevanje euroazijskog neolitika. Njegovi prepoznatljivi spomenici u obliku slova T, s reljefima životinjskih likova, omogućuju uvid u način života i vjerovanja ljudi gornje Mezopotamije prije oko 11.500 godina. Zbog toga je 2018. godine upisan na UNESCO-ov popis mjesta svjetske baštine u Aziji.

## Povijest i odlike
Naime, od 1994. godine ga sustavno istražuju turski i njemački arheolozi koji su ustvrdili da je religija, a ne isključivo poljoprivreda i stočarstvo kako se do tada mislilo, bila preduvjet prijelaza iz mezolitika u neolitik.
Arheolozi sa Sveučilišta Chicaga su 1960-ih otkrili ovo područje, ali su ga držali za vojnu predstražu iz bizantskog doba. God. 1994. istraživač Njemačkog arheološkog instituta (DAI), Klaus Schmidt, je otkrio veliki broj komadića kvarca i zaključio kako je na ovom mjestu u prošlim tisućljećima radile stotine ljudi, a da vapnenačke ploče nisu bizantski grobovi nego mnogo starije tvorevine. Sljedeće godine je sa svojim timom sustavnim istraživanjem otkrio nekoliko prstenova kamenja, a geomagnetskim snimanjen utvrđeno je kako ih ima najmanje 20, nagomilanih bez reda.
Svi krugovi su istog oblika i načinjeni od vapnenačkih stupova u obliku divovskih klinova ili velikih slova T. Monoliti od kojih se sastoje su izrazito veliki, a najviši je bio visok 5,4 metra i težio je 16 tona. Njihova površina je ukrašena raznovrsnim bareljefima životinja (škorpioni, veprovi, lavovi, lisice, zmije i stilizirani dijelovi ljudi tako da cijeli stup izgleda poput čovjeka s pojasom), neki grubo uklesani, a drugi simbolični i precizno izvedeni. Monoliti su bili povezani niskim kamenim zidovima, a u sredini svakog prstena nalaze se dva viša stupa čiji su tanji krajevi postavljeni u žljebove usječene u tlu.
Prstenovi su svakih nekoliko desetljeća bili zakopavani i na njima su podizani drugi, manji i manje sofisticirani. Tako je lokalitet stoljećima građen, zatrpavan i ponovno građen, da bi ga oko 8200. pr. Kr. ljudi potpuno zatrpali i napustili.
Oko lokaliteta nisu pronađene nastambe i sve upućuje da je ovaj kompleks djelo radnika koje su s divljači (čije su brojne kosti pronađene) hranili lovci-sakupljači iz udaljenih koliba. Prema Schmidtu, dokaz da je skupina sakupljača hrane izgradila veliki hram dokaz je da je organizirana religija mogla nastati prije poljoprivrede i drugih vidova civilizacije. Time se potvrđuje teorija "revolucije simbola" francuskog arheologa Jacquesa Cauvina prema kojoj su ljudi počeli zamišljati bogove kao natprirodna bića slična ljudima onkraj fizičkog svijeta, dok su životinje bile čuvari tog duhovnog svijeta koji je prikazan na reljefima Göbekli Tepea.
- Monolit iz sloja III.
- Monolit s tri životinje: bik, lisica i ždral
- Monolit s lisicom
- Monolit u svetištu
- Spomenici iz Göbekli Tepea u muzeju Şanlıurfa

## Vanjske poveznice
- Deutsches Archäologisches Institut (njem.)
- Which came first, monumental building projects or farming? Archaeo News 14. prosinca 2008. (engl.)
- video (engl.)